# قلعه دامن
قلعه دامن مربوط به دوره قاجار است و در شهرستان ایرانشهر، بخش مرکزی، روستای دامن واقع شده و این اثر در تاریخ ۷ مهر ۱۳۸۱ با شمارهٔ ثبت ۶۴۷۰ به‌عنوان یکی از آثار ملی ایران به ثبت رسیده است.